# Dashboard

Bảng điều khiển kinh doanh

Dashboard (Bảng điều khiển) là một loại giao diện đồ họa thường cung cấp cái nhìn tổng quan về các chỉ số hiệu suất chính (KPIs) liên quan đến một mục tiêu hoặc quy trình kinh doanh cụ thể. Trong trường hợp sử dụng khác, "dashboard" là một tên khác cho "báo cáo tiến độ" hoặc "báo cáo" và được coi là một dạng hình ảnh trực quan dữ liệu. Bằng cách cung cấp cái nhìn tổng quan này, chủ doanh nghiệp có thể tiết kiệm thời gian và cải thiện quyết định của mình bằng cách sử dụng các dashboard. Dashboard thường được truy cập thông qua trình duyệt web và thường được liên kết với các nguồn dữ liệu cập nhật thường xuyên.
Các dashboard nổi tiếng bao gồm dashboard của Google Analytics, được sử dụng trên 55% tất cả các trang web, nó hiển thị hoạt động trên một trang web; chẳng hạn như số lượt truy cập, trang đầu vào, tỷ lệ thoát và nguồn lưu lượng.
Đại dịch COVID-19 năm 2020 đã đưa các dashboard khác lên hàng đầu, với bảng theo dõi coronavirus của trường Đại học Johns Hopkins và bảng theo dõi coronavirus của chính phủ Anh là những ví dụ tốt.
Thuật ngữ dashboard xuất phát từ bảng điều khiển của ô tô, nơi người lái xe giám sát các chức năng chính một cách tổng quan thông qua bảng đồng hồ.

## Lịch sử
Ý tưởng về digital dashboard xuất hiện sau khi nghiên cứu hệ thống hỗ trợ quyết định trong những năm 1970. Các bản trước của dashboard kinh doanh hiện đại được phát triển đầu tiên vào những năm 1980 dưới dạng Executive Information Systems (EISs). Do các vấn đề chủ yếu với việc làm mới và xử lý dữ liệu, ngay sau đó đã nhận ra rằng phương pháp không thực tế vì thông tin thường thiếu, không đáng tin cậy và phân tán trên quá nhiều nguồn không đồng nhất. Do đó, EISs đã ngưng hoạt động cho đến những năm 1990 khi thời đại thông tin tăng nhanh và kho dữ liệu và xử lý phân tích trực tuyến (OLAP) đã cho phép dashboard hoạt động đủ tốt. Mặc dù các công nghệ cho phép, sử dụng dashboard không trở nên phổ biến cho đến những năm sau đó, với sự gia tăng của các chỉ số hiệu suất chính (KPIs) và giới thiệu của balanced scorecard của Robert S. Kaplan và David P. Norton. Vào cuối những năm 1990, Microsoft đã đề xuất một khái niệm được gọi là "Digital Nervous System" và "digital dashboards" được miêu tả là một phần của khái niệm đó. Hiện nay, việc sử dụng dashboard số là một phần quan trọng của Quản lý Hiệu suất Doanh nghiệp (BPM). Ban đầu, dashboard được sử dụng cho mục đích giám sát, nhưng hôm nay, với sự tiến bộ của công nghệ, dashboard được sử dụng cho các mục đích phân tích hơn. Việc sử dụng bảng điều khiển hiện đã được tích hợp; phân tích kịch bản, khả năng phân tích chi tiết và tính linh hoạt của định dạng trình bày.